# Xysticus spasskyi
Xysticus spasskyi är en spindelart som beskrevs av Aleksander Stepanovich Utochkin 1968. Xysticus spasskyi ingår i släktet Xysticus och familjen krabbspindlar. Inga underarter finns listade i Catalogue of Life.